# Белвідер (Вісконсин)
Белвідер (англ. Belvidere) — місто (англ. town) в США, в окрузі Баффало штату Вісконсин. Населення — 403 особи (2020).

## Демографія
Згідно з переписом 2010 року, у місті мешкало 396 осіб у 175 домогосподарствах у складі 121 родини. Було 219 помешкань
Расовий склад населення:
| - 98,0 % — білих - 0,3 % — азіатів - 1,8 % — осіб інших рас |

До двох чи більше рас належало 0,0 %. Частка іспаномовних становила 2,5 % від усіх жителів.
За віковим діапазоном населення розподілялося таким чином: 17,4 % — особи молодші 18 років, 60,1 % — особи у віці 18—64 років, 22,5 % — особи у віці 65 років та старші. Медіана віку мешканця становила 50,3 року. На 100 осіб жіночої статі у місті припадало 123,7 чоловіків;  на 100 жінок у віці від 18 років та старших — 124,0 чоловіків також старших 18 років.
Середній дохід на одне домашнє господарство  становив 76 278 доларів США (медіана — 54 821), а середній дохід на одну сім'ю — 88 446 доларів (медіана — 66 528). Медіана доходів становила 49 750 доларів для чоловіків та 30 893 долари для жінок. За межею бідності перебувало 8,8 % осіб, у тому числі 18,4 % дітей у віці до 18 років та 6,3 % осіб у віці 65 років та старших.
Цивільне працевлаштоване населення становило 203 особи. Основні галузі зайнятості: виробництво — 30,0 %, освіта, охорона здоров'я та соціальна допомога — 11,8 %, роздрібна торгівля — 10,8 %.